# Piaskowa Góra (Równina Wkrzańska)
Piaskowa Góra, faktycznie Piaskowe Góry (do 1945 niem. Pätsch Berge) – zalesione wzniesienia o charakterze wydmowym w lasach Puszczy Wkrzańskiej, o maksymalnej wysokości 37 m n.p.m. Nazwę Piaskowa Góra wprowadzono urzędowo rozporządzeniem w 1949 roku.

## Położenie
Piaskowe Góry położone są ok. 0,5 km na zachód od jeziora Piaski i ok. 1,5 km na południe od drogi Myślibórz Wielki – Trzebież.

## Turystyka
Obok Piaskowej Góry przebiega czerwony pieszy  Szlak Puszczy Wkrzańskiej im. Stefana "Taty" Kaczmarka. Na Piaskowych Górach zlokalizowana jest dostrzegalnia przeciwpożarowa. 

## Galeria

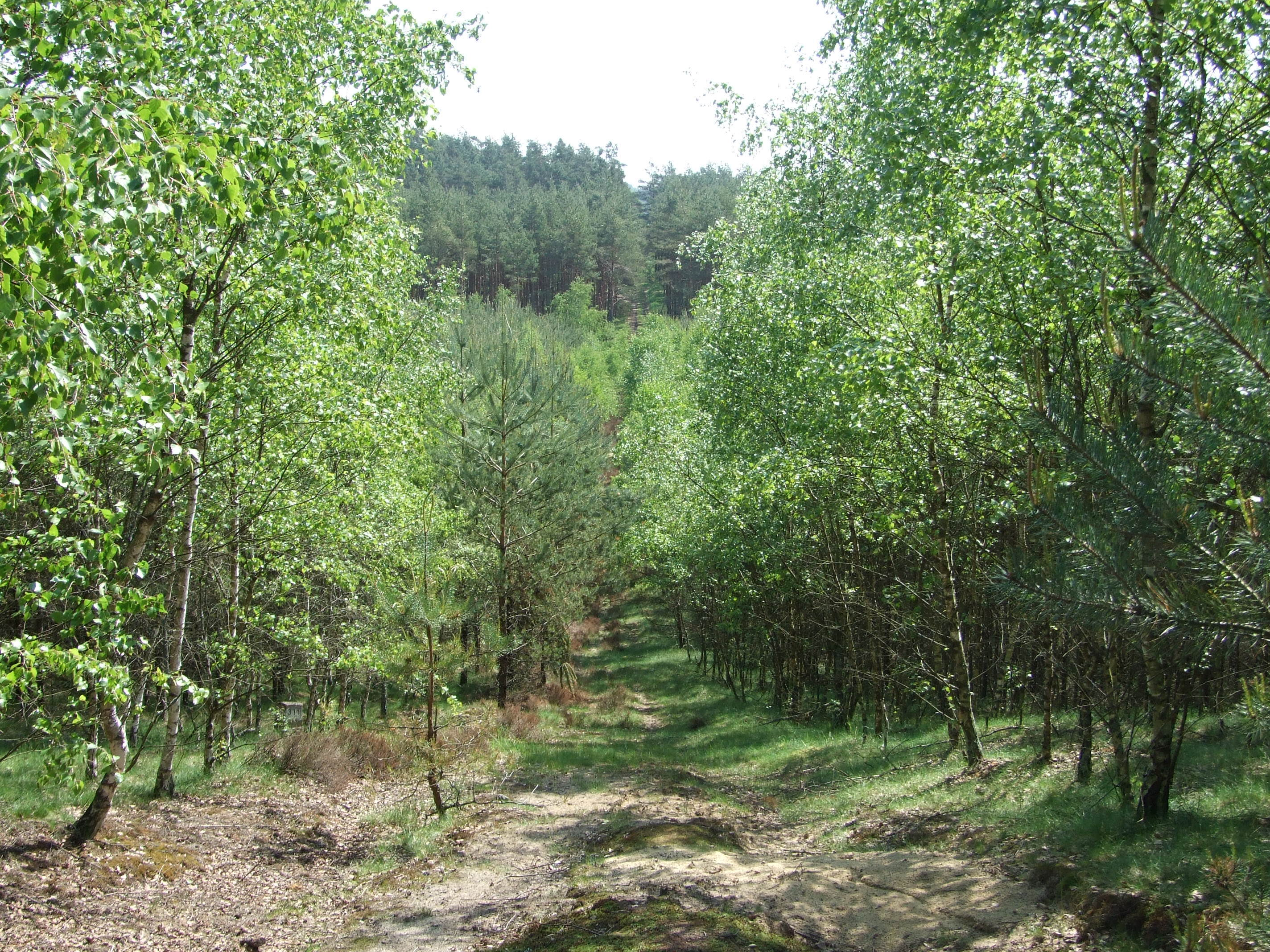
Las sosnowo-brzozowy na Piaskowych Górach.